# Холостая
Холостая (в верховье Грязная) — река в России, протекает по Волгоградской области. Правый приток реки Голая, бассейн Волги.

## География
Река начинается в балке, в верхнем течении называется Грязная. Течёт на восток. На правом берегу расположен хутор Полунино. Холостая впадает в Голую в 1,6 км от устья последней. Длина реки составляет 14 км, площадь водосборного бассейна — 122 км².

## Данные водного реестра
По данным государственного водного реестра России относится к Нижневолжскому бассейновому округу, водохозяйственный участок реки — Волга от Саратовского гидроузла до Волгоградского гидроузла, без рек Большой Иргиз, Большой Караман, Терешка, Еруслан, Торгун. Речной бассейн реки — Волга от верхнего Куйбышевского водохранилища до впадения в Каспий.
Код объекта в государственном водном реестре — 11010002212112100011395.